# 티호미르 오레슈코비치

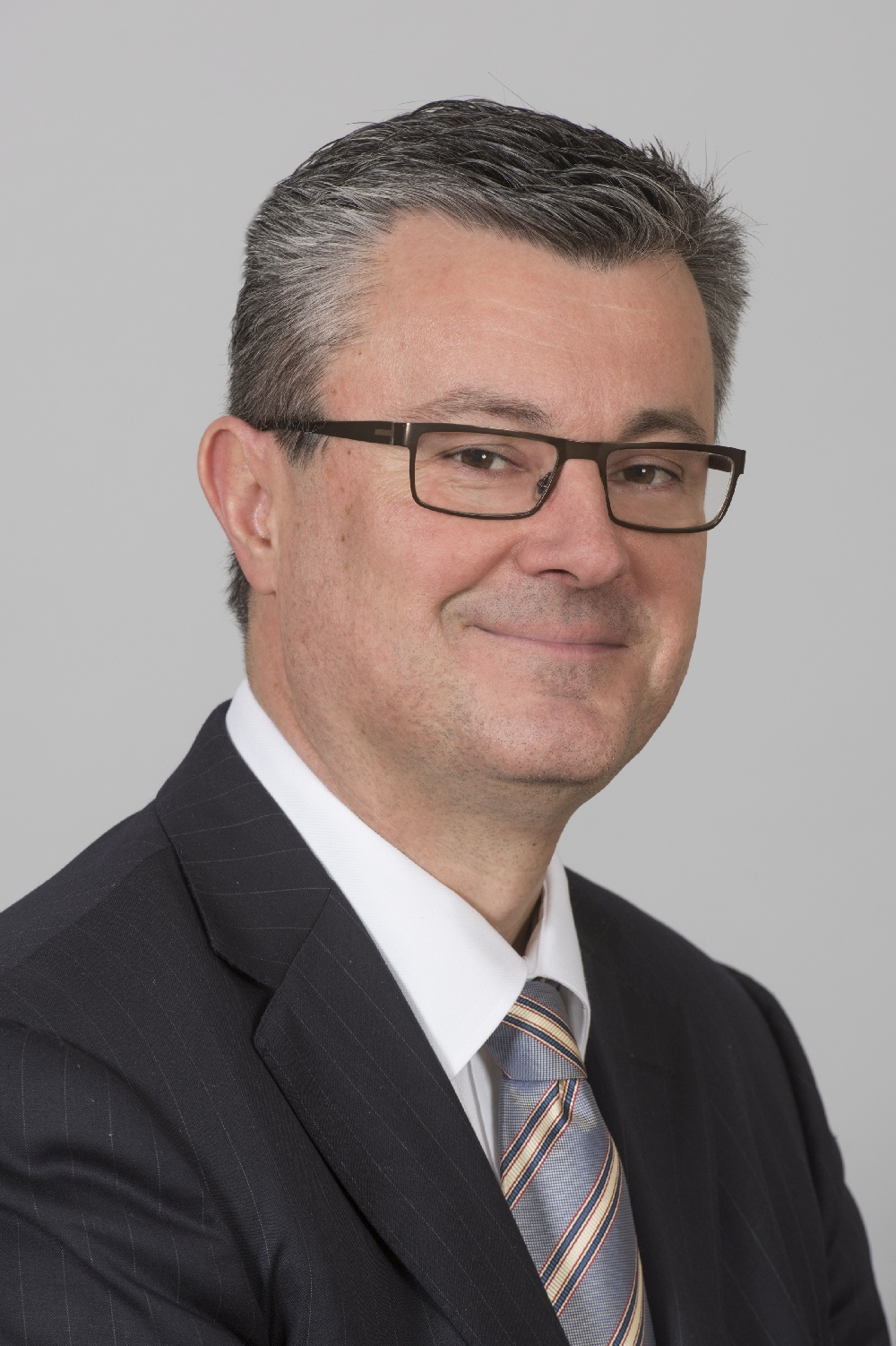
티호미르 오레슈코비치

티호미르 오레슈코비치(크로아티아어: Tihomir Orešković, 1966년 1월 1일 자그레브 ~ )는 크로아티아의 정치인, 기업인이다. 소속 정당은 무소속으로 어느 정당에도 속하지 않는 정치인이다.
어린 시절에 부모와 함께 캐나다 해밀턴으로 이주했으며 1989년에는 맥마스터 대학교 화학과를 졸업했다. 1992년부터 2005년까지 미국의 제약 회사인 일라이 릴리 앤드 컴퍼니에서 근무했다. 2016년 1월 22일부터 2016년 10월 19일까지 크로아티아의 총리를 역임했다.